# 大清河 (渤海)

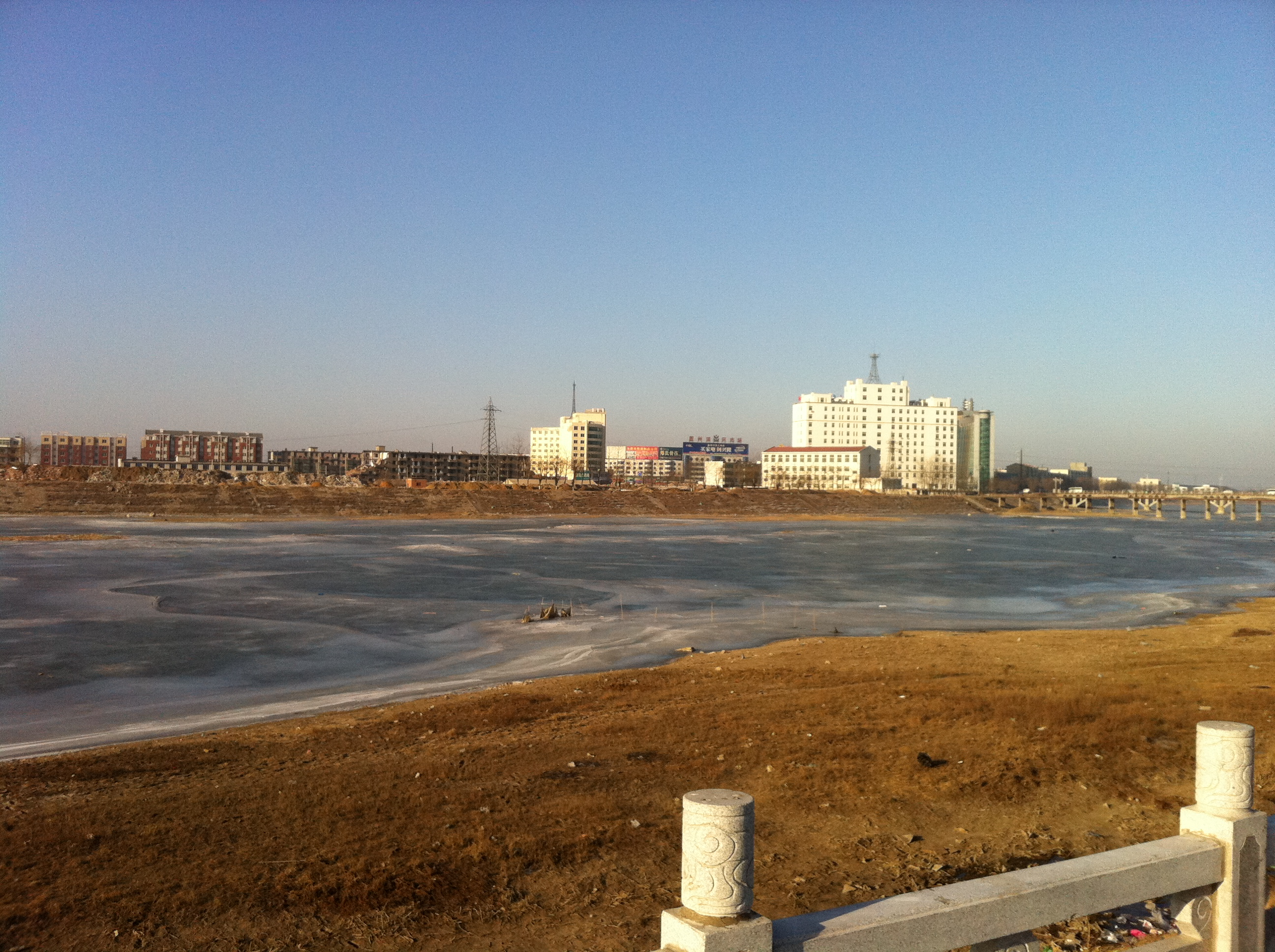
大清河盖州市城区河段

大清河，位于中华人民共和国辽宁省辽东半岛西部的一条河流，发源于大石桥市建一镇板长峪村以东千山山脉的东大岭，西北流至建一镇转西南流，经黄土岭镇后注入盖州市石门水库，出库后向西流，经榜式堡镇、高屯镇、团甸镇和盖州市市区，在西海街道西河口村分南北两个入海口注入渤海辽东湾。河流全长98.9千米，流域面积1473.46平方千米，年均径流量3.5亿立方米。